# رامة (اسم)
رامة اسم علم مؤنث عربي، ويحتمل عدة معان.
- فقد جاء في المعجم الرائد أن «الرامة من النساء : الذكية الجميلة ، جمع : رمم»
- وجاء في معجم معاني الأسماء أن الاسم «من الفعل رامَ . والمعنى : المقمية ، القاصدة ، اسم شجرة»